# Gmund am Tegernsee
Gmund am Tegernsee is een gemeente in de Duitse deelstaat Beieren, en maakt deel uit van de Landkreis Miesbach.
Gmund am Tegernsee telt 6.115 inwoners.
Bad Wiessee ·
Bayrischzell ·
Fischbachau ·
Gmund am Tegernsee ·
Hausham ·
Holzkirchen ·
Irschenberg ·
Kreuth ·
Miesbach ·
Otterfing ·
Rottach-Egern ·
Schliersee ·
Tegernsee ·
Valley ·
Waakirchen ·
Warngau ·
Weyarn